# Lecane hamata
Lecane hamata is een soort in de taxonomische indeling van de raderdieren (Rotifera). 
Het dier behoort tot het geslacht Lecane en behoort tot de familie Lecanidae. De wetenschappelijke naam van de soort werd voor het eerst geldig gepubliceerd in 1896 door Stokes.